# Совєтське міське поселення (Ханти-Мансійський автономний округ)
Совє́тське міське поселення (рос. Советское городское поселение) — міське поселення у складі Совєтського району Ханти-Мансійського автономного округу Тюменської області Росії.
Адміністративний центр та єдиний населений пункт — місто Совєтський.
Населення міського поселення становить 29456 осіб (2017; 26495 у 2010, 23230 у 2002).